# Frank Zappa Meets the Mothers of Prevention
Frank Zappa Meets the Mothers of Prevention dvostruki je studijski album američkog glazbenika Frank Zappe, koji izlazi u studenom 1985.g. Originalna izdanja koja izlaze za Europu i Ameriku razlikuju se u nekoliko skladbi, dok dvije verzije na CD-u izlaze, 1990. prvo za Europu i 1995. reizdanje od izdavačke kuće "Rykodisc".
Skladbu "I Don't Even Care", Zappa je pisao u suradnji s blues gitaristom, Johnny "Guitar" Watsonom. Zajedno odrađuju i dvije instrumentalne, "One Man, One Vote" (koja je rađena na Synclavieru) i "H.R. 2911". Watson je još sudjelovao i na pratećoj glazbi u skladbi "Porn Wars".

## Popis pjesama
Sve pjesme napisao je Frank Zappa, osim gdje je drugačije naznačeno.

### US verzija

#### Strana prva
1. "We're Turning Again" – 4.55
2. "Alien Orifice" – 4.03
3. "Yo Cats" (Zappa, Tommy Mars) – 3.31
4. "What's New in Baltimore?" – 5.21

#### Strana druga
1. "Little Beige Sambo" – 3.02
2. "Porn Wars" – 12.04
3. "Aerobics in Bondage"– 3.16

### Europska verzija

#### Strana prva
1. "We're Turning Again" – 4.55
2. "Alien Orifice" – 4.03
3. "Yo Cats" (Zappa, Mars) – 3.31
4. "What's New in Baltimore?" – 5.21

#### Strana druga
1. "I Don't Even Care" (Zappa, Johnny "Guitar" Watson) – 4:39
2. "One Man, One Vote" – 2:35
3. "H.R. 2911" – 3:35
4. "Little Beige Sambo" – 3:02
5. "Aerobics in Bondage" – 3:16

### Europski CD
Prvo izdanje Europskog CD-a sadrži 9 skladbi iz obje originalne verije izašle 1986. Kasnije je na disk dodan album Jazz From Hell. 1990. na reizdanju (bez Jazz From Hell) skupljene su sve pjesme i stavljene na jedan CD.
1. "Porn Wars"
2. "We're Turning Again"
3. "Alien Orifice"
4. "Aerobics in Bondage"
5. "I Don't Even Care" (Zappa, Watson) – 3:47
  - Skraćena skladba u Europskom izdanju; nedostaje 47 sekudi improvizacije od Johnny "Guitar" Watsona.
6. "Little Beige Sambo"
7. "What's New in Baltimore?"
8. "One man, One Vote"
9. "H.R. 2911"
10. "Yo Cats" (Zappa, Mariano)

### 1995 reizdanje na CD-u
1. "I Don't Even Care" (Zappa, Watson) – 4:39
2. "One Man, One Vote" – 2:35
3. "Little Beige Sambo" – 3:02
4. "Aerobics in Bondage" – 3:16
5. "We're Turning Again" – 4:55
6. "Alien Orifice" – 4:10
7. "Yo Cats" (Zappa, Mariano) – 3:33
8. "What's New in Baltimore?" – 5:20
9. "Porn Wars" – 12:05
10. "H.R. 2911" – 3:35

## Izvođači
- Projekcija -  Bob Stone
- Mastering i snimanje zvuka - Greg Fulginiti

## Vanjske poveznice
- Detalji o izlasku albuma